# Óscar Esquivias
Óscar Esquivias (Burgos, 28 giugno 1972) è uno scrittore spagnolo.

## Biografia
Nato nel quartiere di Gamonal di Burgos il 28 giugno 1972, si è laureato in Filosofia e Lettere dall'Università di Burgos. Tra il 1994 e il 1998 è stato co-direttore letterario della rivista letteraria El Mono de la tinta fondando anche un'altra rivista letteraria, Calamar della quale dal 1999 al 2002 è stato direttore. Con il racconto Inquietud en el paraíso ha ricevuto il Premio della Critica di Castilla y León nel 2006. Di recente, frammenti di questo romanzo sono stati portati sulla scena dagli studenti della Scuola comunale di Teatro di Cartagena Francisco Rabal.
Dopo un anno di soggiorno a Roma, grazie ad una borsa di studio dal Ministero degli Affari Esteri, con l'obiettivo di ampliare gli studi artistici, ha scritto un romanzo su Berlioz.
Esquivias è uno scrittore dichiaratamente gay che ha affrontato ripetutamente la tematica omosessuale nei suoi romanzi e racconti.

## Opere

### Romanzi
- El suelo bendito (Ateneo giovane Premio di Siviglia, Algaida, 2000).
- Jerjes conquista el mar (Premio Arte Joven de la Comunidad de Madrid, Visor, 2001)
- Inquietud en el Paraíso (Ediciones del Viento, 2005). Premio della Critica di Castilla y León. Primo romanzo di una trilogia dedicata alla La Divina Commedia nel quale il viaggio è inverso rispetto a quello di Dante: Paradiso, Purgatorio (La ciudad del Gran Rey) e Inferno (Viene la noche).
- La ciudad del gran rey (Ediciones del Viento, 2006).
- Viene la noche (Ediciones del Viento, 2007), terzo romanzo della trilogia che chiude il ciclo. Ambientata nel mondo attuale.

### Libri di racconti
- La marca de Creta (Ediciones del Viento, 2008)
- Pampanitos verdes (Ediciones del Viento, 2010)
- Andarás perdido por el mundo (Ediciones del Viento, 2016).[3]

### Letteratura per bambini
- Huye de mí, rubio. Edelvives, 2004.
- Mi hermano Etienne. Edelvives, 2007.
- Etienne, el traidor. Edelvives, 2008.

### Articoli e collezioni di articoli
- La memoria silenciada. Homenaje a María Teresa León en su centenario/ in coordinamento con Gonzalo Santonja, 2003, pags. 119-127
- La ciudad de plata. Fotografie: Asís G. Ayerbe. El pasaje de las Letras, Valladolid, 2008.

### Traduzione in italiano
- Inquietudine in Paradiso (romanzo). Traduzione dal castigliano: Angela Lorenzini. Keller 2009.

## Critica
Del romanzo "Inquietud en el Paraíso", Santos Sanz Villanueva ha sottolineato la ricchezza di verbale e le capacità di dare un'autonomia letteraria alla riflessione storica. Fernando Castañedo ha detto su La ciudad del Gran Rey che le felici intuizioni, il linguaggio ingegnoso e la solidità della sua trama fanno del romanzo un mondo coerente straordinario e possibile.

## Premi
- 1990: Gioventù Arts de Castilla y León. (Storia)
- 1995: Gioventù Arts de Castilla y León. (Storia)
- 1997: Gioventù Arts de Castilla y León. (Storia)
- 2000: Premio Arte joven de la Comunidad de Madrid (romanzo) Jerjes conquista el mar
- 2000: Premio joven Ateneo de Sevilla (romanzo) con El suelo bendito.
- 2006: Premio della Critica di Castilla y León con Inquietud en el Paraíso.
- 2008: Premio Setenil con La marca de Creta.
- 2011: Premio Tormenta con Pampanitos verdes.
- 2012: Premio Al-Andalus.